# وينفريد بيك
وينفريد بيك (بالإنجليزية: Winifred Peck)‏ (1882 في المملكة المتحدة - 20 نوفمبر 1962 في المملكة المتحدة)؛ كاتِبة وروائية بريطانية.